# Esciürins
Els esciürins (Sciurinae) són una subfamília de rosegadors esciüromorfs de la família dels esciúrids. Conté els esquirols voladors juntament amb alguns esquirols arborícoles. Les fonts antigues situaven els esquirols voladors en una subfamília separada (Pteromyinae), i totes les altres en Sciurinae, però això fou rebatut gràcies a estudis genètics més recents.

## Taxonomia
- Tribu Pteromyini
  - Subtribu Glaucomyina
    - Eoglaucomys
    - Glaucomys
    - Hylopetes
    - Iomys
    - Petaurillus
    - Petinomys

  - Subtribu Pteromyina
    - Aeretes
    - Aeromys
    - Belomys
    - Biswamoyopterus
    - Eupetaurus
    - Petaurista
    - Pteromys
    - Pteromyscus
    - Trogopterus
- Tribu Sciurini
  - Guerlinguetus
  - Hadrosciurus
  - Microsciurus
  - Notosciurus
  - Rheithrosciurus
  - Sciurus
  - Simosciurus
  - Syntheosciurus
  - Tamiasciurus